# Chondrosoma
Chondrosoma là một chi bướm đêm thuộc họ Geometridae.

## Các loài
- Chondrosoma fiduciaria (Anker, 1854)